# Hugo Mairich

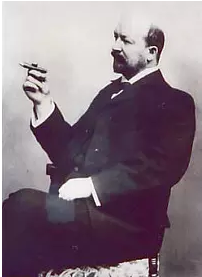
Hugo Mairich

Hugo Mairich (* 12. Juli 1863 in Weißenfels; † 21. Juli 1902 zwischen Waltershausen und Laucha (Verkehrsunfall)) war ein deutscher Bauingenieur, der als Wasserleitungs- und Kanalisationstechniker in der thüringischen Stadt Gotha wirkte.

## Leben
Hugo Mairich wurde in Weißenfels geboren, wohl eher zufällig am gleichen Ort wie Landgraf Balthasar, unter dem der Bau des für die Gothaer Wasserversorgung wichtigen Leinakanals in den Jahren 1366–1369 erfolgte, zu dem Mairich einen wesentlichen Beitrag leisten sollte.
Zunächst absolvierte Mairich eine Maurerlehre, danach studierte er an einem Polytechnikum. Ein Staatsexamen, das die Voraussetzung für eine konventionelle Karriere als Baubeamter war, legte er offenbar nicht ab.
1882 bekam der gerade 19-jährige Tiefbauingenieur Mairich eine Anstellung als Bauaufseher im Büro für Kanalisation und Straßenpflasterung bei der Gothaer Stadtverwaltung. 1888 wurde auf sein Betreiben der Hauptmarkt gepflastert. 1889 wurde er zum Bürovorsteher berufen. Hier war er federführend für umfangreiche Kanalisations- und Straßenpflasterarbeiten in Gotha. Mairich war Mitglied im Verschönerungsverein und plante für diesen im Jahr 1890 ohne Honorar den Goldfischteich am Galberg. Im gleichen Jahr übernahm er das Amt des Direktors des 1873 gegründeten städtischen Wasserwerks, das damals zur Städtischen Betriebsverwaltung für Wasserleitung und Kanalisation gehörte. Aus ihr ging die Aktiengesellschaft für die Wasserversorgung der Stadt Gotha hervor. Dieses Unternehmen ließ Quellwasser vom Mittelwassergrund (südlich von Tambach-Dietharz) in einen Hochbehälter am Hirzberg zwischen Wipperoda und Wannigsroda fließen und in einer geschlossenen Leitung nach Gotha.
Die Planungen zur Umgestaltung des Schlossbergs und den Bau der Wasserkunst und der Pumpstation begann Mairich schon 1890. Mairichs Pläne sahen eine Anlage vor, die das Wasser des Leinakanals über Springbrunnen, Fontänen, Wasserfälle und -strudel vom Schloss zum Hauptmarkt leitet. 1895, nachdem im Mai die dort stehende, 1387 erbaute Bergmühle abgerissen worden war, wurde die neue Wasserkunst erbaut. Am 15. Oktober 1895 konnte sie feierlich eingeweiht werden. 1995 wurde die Anlage restauriert. Im Keller des Lucas-Cranach-Hauses (Hauptmarkt 17) wurde eine Pumpen- und Turbinenanlage durch die Gothaer Firma Briegleb & Hansen zum Betreiben des Springbrunnens sowie zur Stromerzeugung installiert. Sie ist heute noch in Betrieb.
Als Wasserleitungs- und Kanalisationstechniker war Mairich über die Stadt- und Landesgrenzen hinaus bekannt und arbeitete an vielen, später preisgekrönten Wasserbauanlagen mit. Außerdem war er vielbeschäftigter Gutachter für wassertechnische Projekte. Auch über die Grenzen von Gotha hinaus nahm er Aufträge an und wirkte u. a. bei den Wasserversorgungseinrichtungen in Neustadt (Oberschlesien), Fulda, Ohrdruf und Waltershausen.
Das herzogliche Staatsministerium genehmigte 1897 den Entwurf Mairichs zur besseren Trinkwasserversorgung der Stadt Gotha durch den Bau eines Stauweihers bei Tambach-Dietharz, dessen Entwurf im gleichen Jahr als Talsperrenplan dem Stadtrat vorgelegt und dessen finanzielle Mittel genehmigt wurden. Die Stadt erwarb sodann das 31 ha große Areal.
Mairich erarbeitete ein Projekt mit allen notwendigen statischen Berechnungen für den Bau der Talsperre Tambach-Dietharz im Thüringer Wald, dessen Fertigstellung er aber nicht mehr erlebte: Am 21. Juli 1902 verunglückte er tödlich bei einem Autounfall auf der Landstraße zwischen Waltershausen und Laucha und wurde am 24. Juli in Gotha beigesetzt.
Die Trinkwasser-Talsperre wurde in den Jahren 1902–1905 durch die Bauunternehmung Windschild & Langelott aus Cossebaude erbaut und am 7. Juli 1906 feierlich eingeweiht. Sie war die erste Talsperre Thüringens und hat ein Fassungsvermögen von 775.000 m³.

## Würdigung

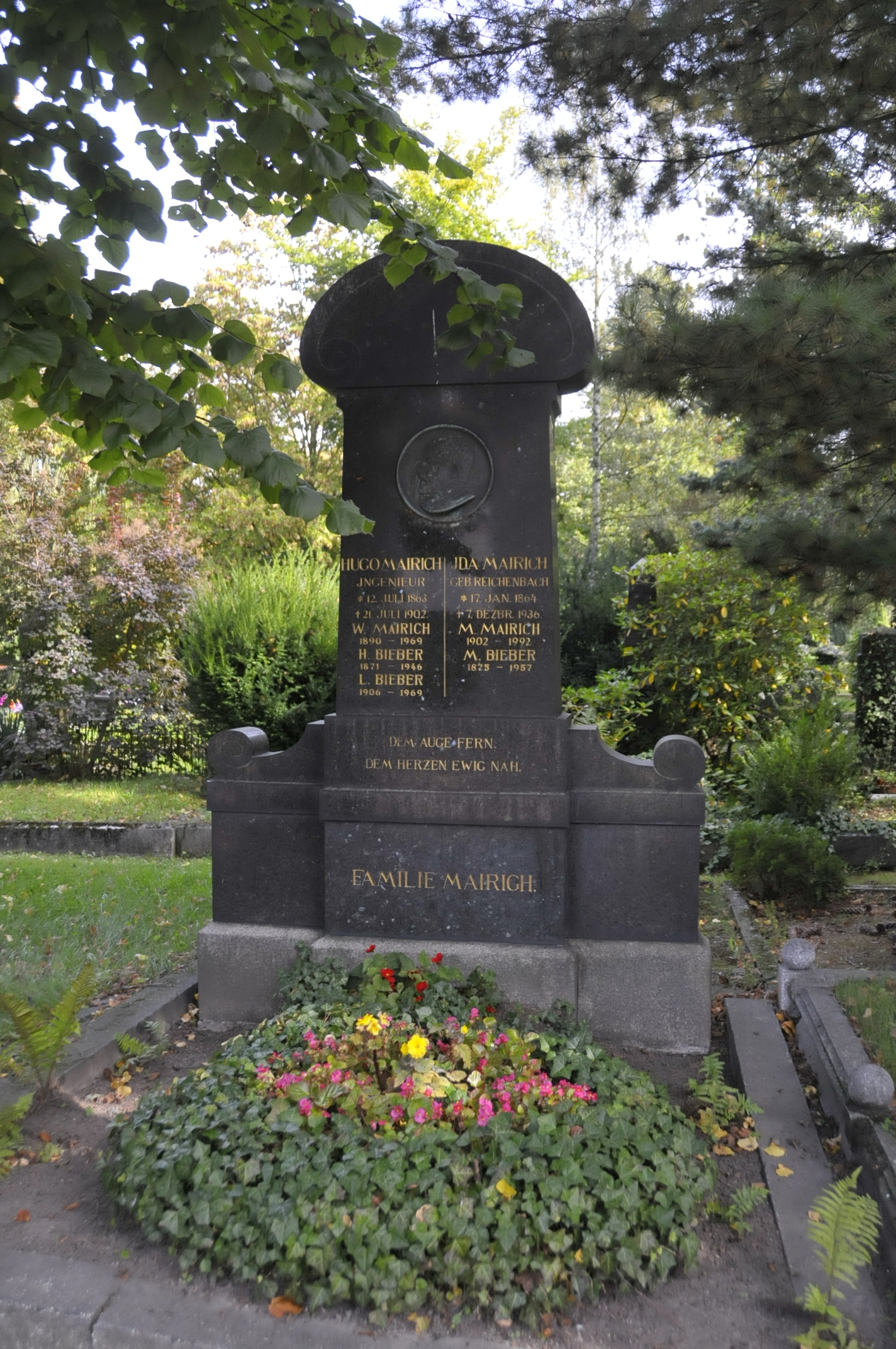
Grabmal der Familie Mairich auf dem Gothaer Hauptfriedhof

Der Ingenieur Hugo Mairich war als Leiter des städtischen Wasserwerks in Gotha ein hochangesehener Wasserleitungs- und Kanalisationstechniker, den die Fachzeitschrift Deutsche Bauzeitung 1902 mit einem kurzen Nachruf würdigte:

„Mairich war ein sogen. self-made-man, (...) Unbeeinflusst durch Schulmeinungen war er im doppelten Sinne ein Mann des freien Schaffens, der jede Aufgabe ihren Besonderheiten entsprechend anzufassen und zu lösen wusste. Wie er in den Grundgedanken der Lösung einer Aufgabe immer eigenartig war, so wandte er auch allen Einzelheiten peinlichste Sorgfalt zu und liess abweichend von manchen Spezialisten seiner Gebiete niemals Pläne aus der Hand gehen, welche den Stempel der Unreife an der Stirn trugen.“

## Ehrungen
- Ein früher Höhepunkt seiner Laufbahn war 1894 die Verleihung des Verdienstkreuzes II. Klasse durch Herzog Alfred.
- Im Sandstein des Löwenbrunnens am oberen Hauptmarkt in Gotha lautet eine Inschrift Hugo Mairich fec[it] (lat. für: Hugo Mairich hat es gemacht.)
- Die Stadt Gotha ehrte ihren Ingenieur Hugo Mairich mit der Benennung der Mairichstraße, die im Westen Gothas die Reinhardsbrunner mit der Leinastraße verbindet und über den Leinakanal führt.
- Seit 2002 findet alljährlich eine Gedenkfeier am Todestag Mairichs statt, die vom Freundeskreis Leinakanal e.V. und dem Gartenamt der Stadt Gotha ausgerichtet wird.
- Am 10. August 2016 wurde der ehemals Gewerblich-Technischen Berufsbildenden Schulen Gotha der neue Name Staatliches Berufsschulzentrum Hugo Mairich verliehen.